# Paragon (Indiana)
Pour les articles homonymes, voir Paragon.
Paragon est une municipalité située dans le comté de Morgan, dans l’État de l'Indiana, aux États-Unis. Lors du recensement de 2020, elle comptait 556 habitants.